# Datori
Datori ist ein Arrondissement im Departement Atakora in Benin. Es ist eine Verwaltungseinheit, die der Gerichtsbarkeit der Gemeinde Cobly untersteht. Gemäß der Volkszählung von 2013 hatte Datori 13.986 Einwohner, davon waren 6.905 männlich und 7.081 weiblich.

## Wissenswertes
Über die Fernstraße RN9, die mitten durch Datori führt, ist in westlicher Richtung schnell die Staatsgrenze nach Togo erreicht. In östlicher Richtung führt sie über Cobly nach Tanguiéta im gleichnamigen Arrondissement, wo Anschluss an die Fernstraße RNIE3 besteht.